# Kosswigichthys asquamatus
Kosswigichthys asquamatus је зракоперка из реда Cyprinodontiformes и фамилије Cyprinodontidae.

## Угроженост
Подаци о распрострањености ове врсте су недовољни.

## Распрострањење
Ареал врсте је ограничен на једну државу. 
Турска је једино познато природно станиште врсте.

## Станиште
Станиште врсте су слатководна подручја.